# Bobby Skinstad
Robert Brian Skinstad (Bulawayo, 3 de julio de 1976) es un exjugador sudafricano de rugby nacido en Rodesia que se desempeñaba como octavo.

## Carrera
Debutó en la primera de Western Province en 1997 y en 1998 fue contratado por los Stormers, una de las franquicias sudafricanas del Super Rugby, jugó con ambos hasta 2000.
A fines de 2000 firmó con los Lions por tres temporadas y se unió a los Golden Lions, jugó con ambos hasta 2003.
Luego de su exilio regresó a su país en 2007 para jugar con Sharks y se unió a Natal Sharks, jugó en ambos y se retiró al finalizar la temporada.

### En el extranjero
En 2004 saltó a Europa, al ser contratado por los Newport Dragons de la Liga Celta por una temporada. Finalizado el contrato con el club galés, se unió al Richmond F.C. de la Aviva Premiership por un año.

## Selección nacional
Fue convocado a los Springboks por primera vez en noviembre de 1997 para enfrentar al XV de la Rosa, tuvo regularidad en el equipo y disputó su último partido en octubre de 2007 ante los Pumas. En total jugó 42 partidos y marcó once tries (55 puntos).

### Participaciones en Copas del Mundo
Disputó dos Copas del Mundo: Gales 1999 donde fue convocado en cuenta de Gary Teichmann generando una fuerte polémica, y Francia 2007; donde se consagró campeón del Mundo.
| Mundial                       | Sede    | Resultado     | PJ | Tries |
| ----------------------------- | ------- | ------------- | -- | ----- |
| Copa Mundial de Rugby de 1999 | Gales   | Tercer puesto | 5  | 1     |
| Copa Mundial de Rugby de 2007 | Francia | Campeón       | 4  | 1     |

## Palmarés
- Campeón de The Rugby Championship de 1998.
- Campeón de la Currie Cup de 1997, 2000 y 2001.